# Luke Howard
Luke Howard (Londres, 28 de noviembre de 1772 - 21 de marzo de 1864) fue un farmacéutico inglés que jugó un papel importante en la historia científica y fundamentalmente en la meteorología. Howard fue el creador de la nomenclatura para la clasificación de las nubes, nomenclatura que presentó en 1802 en la Askesian Society, contribuyendo así en el nacimiento de la meteorología.
A Howard se le conoce como el «padrino de las nubes». Fue él quien definió las tres principales categorías de nubes: cúmulus, stratus y cirrus, así como una serie de clasificaciones intermedias como las cirrostratus y stratocumulus, con el fin de dar cabida a las transiciones entre las formas principales. Howard no fue el primero en intentar clasificar las nubes, Jean-Baptiste de Lamarck (1744-1829) ya había propuesto una lista de límites descriptivos en francés, pero el éxito del sistema de Howard se fundamentó en el uso del latín universal, así como al énfasis en la mutabilidad de las nubes. Mediante la aplicación de los principios de la clasificación histórica natural de Carlos Linneo, taxonomía de Linneo sobre los fenómenos de duración menor que las nubes, Howard dio con una solución elegante para la nominación de las formas transitorias en la naturaleza. Su trabajo con las nubes ha creado escuela, pero también ha contribuido en cantidad de otros artículos relacionados con la meteorología, aunque con menos éxito. Howard fue también un pionero en el estudio del clima urbano con la publicación de The Climate of London entre 1818 y 1820.
Howard fue nombrado "fellow", es decir, miembro de la Royal Society en 1821. Fue un cuáquero, para convertirse más tarde a los Hermanos de Plymouth. Nació y vivió en Londres, si bien pasó parte de su vida, entre 1824 y 1852 en Yorkshire, concretamente en Ackworth. Su hija Rachel fundó una escuela, en la que puede contemplarse una lápida de los Hermanos de Plymouth. En el número 7 de la calle Bruce Grove en Tottenham, donde murió a los 91 años de edad, hay una blue plaque (placa azul del patrimonio inglés).
Su hijo, John Eliot Howard (1807-1883), fue un destacado botánico, especialista en quinquina.
Howard es uno de los protagonistas de la novela de Stéphane Audeguy, «La théorie des nuages».

## Obra
- Average Barometer. 1800

- Theories of Rain. 1802

- On the Modification of Clouds. 1802 documento preparado, publicado en Philosophical Magazine 1803

- Comienzo de Meteorological Register 1806, publicaciones en Athenaeum Magazine 1807

- A letter from Luke Howard, of Tottenham, near London: to a friend in America; containing observations upon a treatise written by Job Scott, entitled Salvation by Christ, &c. 20 pp. 1825 en línea

- The Climate of London. dos primeros volúmenes 1818-19, 2ª edición con tres volúmenes 1833, en línea

- Seven Lectures In Meteorology. por primera vez 1817, publicado 1837; 218 pp. ed. de 1843 en línea

- Barometrographia. 1847

- Essay on the modifications of clouds. 3ª ed. de Churchill, xvi + 37 pp. 1865 en línea